# Le Réveil Basque
Le Réveil Basque (1886 - 1894) va ser una revista editada a Pau. De tendència republicana moderada representava a la facció gorriak (els rojos) enfrontada amb els xurriak (els blancs). Era un setmanari bilingüe (èuscar i francès)